# Navio coletor

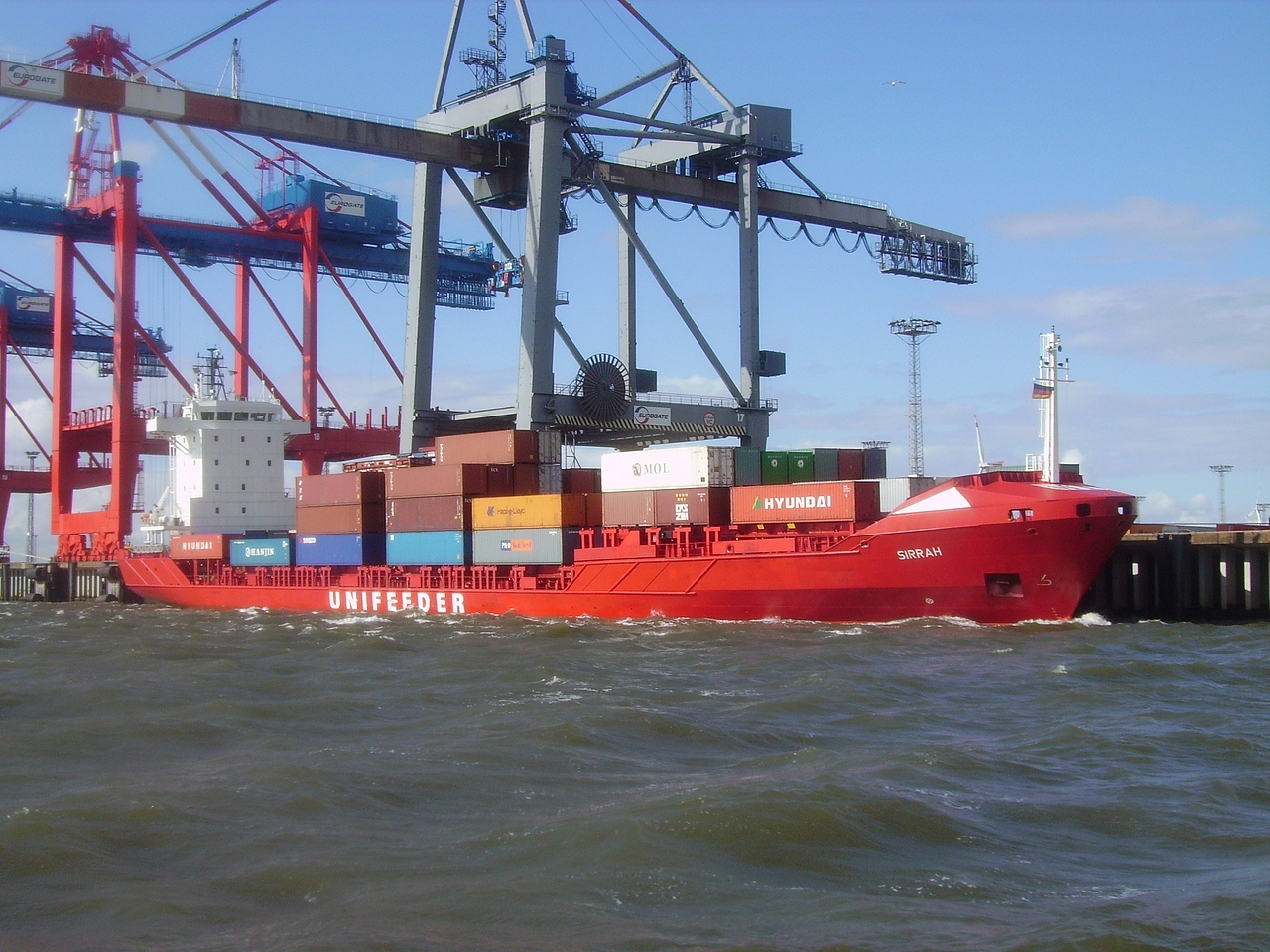
Navio coletor Sirrah

Embarcações coletoras ou navios coletores são os navios de vários tamanhos, mas a maioria entende-se navios com uma capacidade média de transporte de 300 TEU até 1.000 TEU. Os navios coletores recolhem contêiners para transporte de diferentes portos e transportam-os para o centro de terminais de contentores , onde são carregadas para navios maiores ou para posterior transporte por camião ou comboio para o centro de distribuição interior do porto. De que forma as embarcações menores alimentam os grandes porta-contentores, que levam milhares de contentores. Ao longo dos anos, linhas regulares de coletores foram estabelecidas por organizações transporte de contêineres ao longo de um determinado percurso. Os navios coletores são frequentemente executados por empresas que também estão especializados em transporte marítimo de curta distância. Estas empresas não enviam carga marítima de e para portos como o de Roterdão para outros destinos de longo curso, mas também transportam contêineres entre portos menores, por exemplo, entre terminais localizados na costa do noroeste Europeu e portos situados na costa do Mar Báltico.

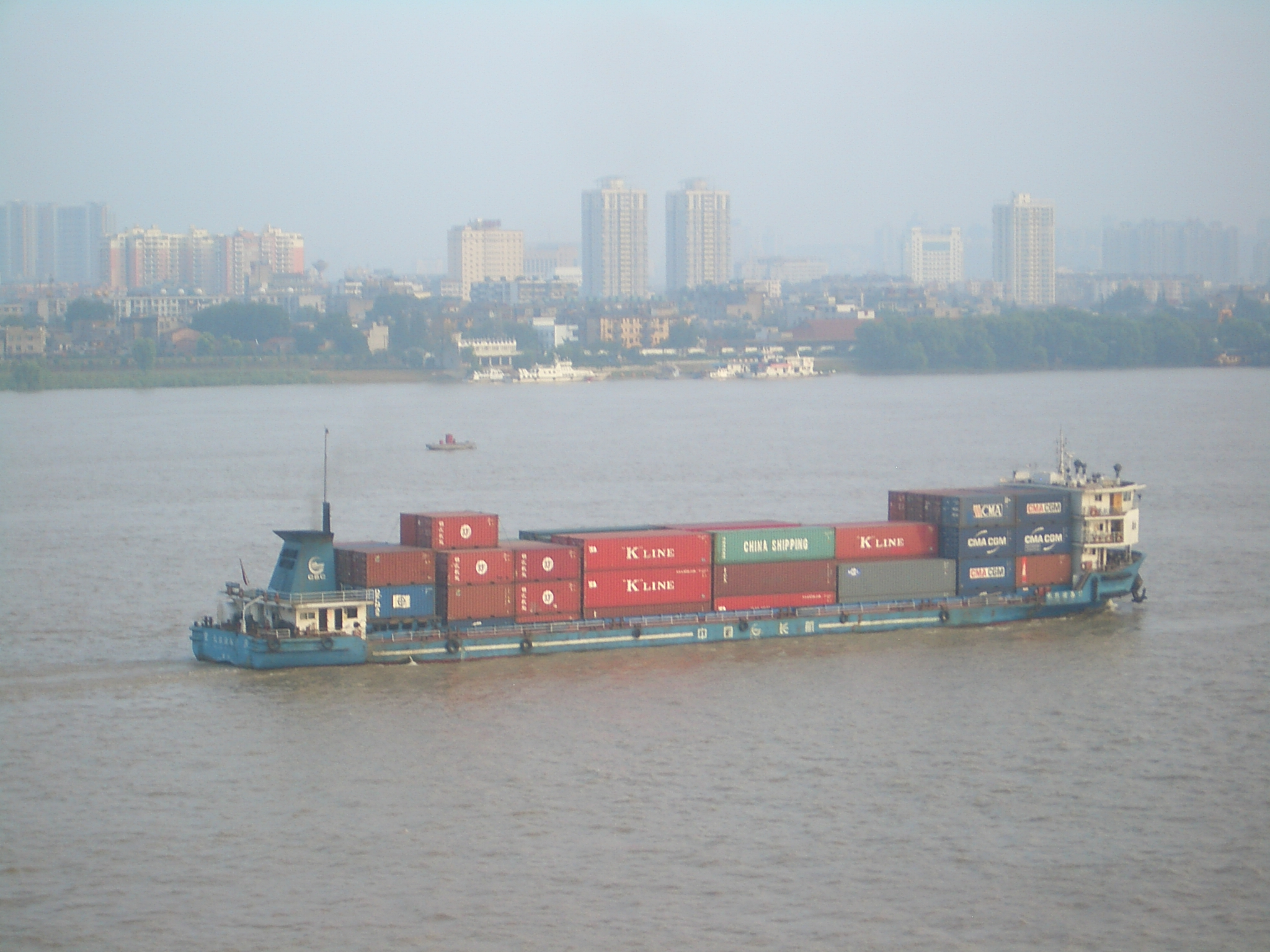
Um navio de contentores na Yangtzé em Wuhan

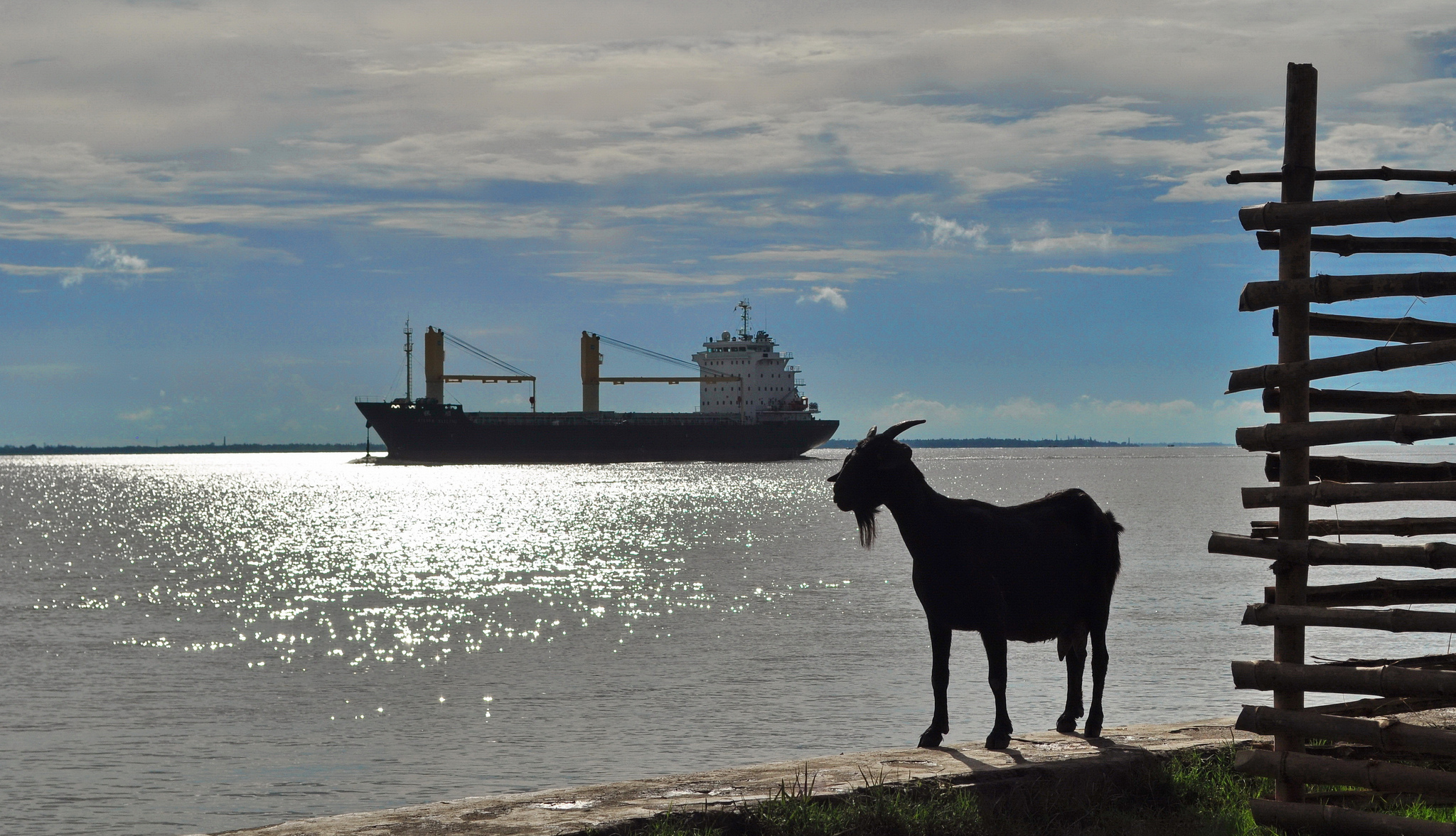
Um navio coletor ancorado perto de Diamond Harbour, Bengala Ocidental, Índia.

## Grandes Lagos
Enquanto o transporte de contêineres atualmente é incomum nos Grandes Lagos, uma proposta para o transporte de contentores do porto de Oswego no Lago Ontário, no norte do estado de Nova York para baixo ao Canal de São Lourenço para a transferência para maiores navios de alto mar no Terminal Internacional de Melford na Nova Escócia tem sido (2008) considerado.

## Classe de Coletor
Os navios são distintos em 7 principais categorias de tamanho: pequeno coletor, coletor, feedermax, panamax, pós-panamax, nova panamax e ultra-large. Os navios de contêineres menos de 3.000 TEU geralmente são chamadas de coletores, e funcionam como acima.